# Smal narcissblomfluga
Smal narcissblomfluga (Merodon avidus) är en tvåvingeart som först beskrevs av Rossi 1790.  Den tillhör släktet narcissblomflugor, och familjen blomflugor.

## Kännetecken
Smal narcissblomfluga är en medelstor blomfluga med en längd på mellan 11 och 13 millimeter. Den har mörk grundfärg och gula och grå parfläckar på bakkroppen vilket gör att den får ett honungsbiliknande utseende.

## Levnadssätt
Smal narcissblomfluga förekommer främst på torra stäppliknande marker. Larven lever i lökar eller jordstammar men det är inte känt vilka arter den föredrar. De vuxna flugorna kan ses på olika blommor, till exempel blåmunkar, kirskål och backsilja. Flygtiden varar från mitten av juni till slutet av juli i Sverige men i Sydeuropa kan flera generationer förekomma och flygtiden är längre.

## Utbredning
Arten är vanligast i de sydligaste delarna av Europa, från Spanien och österut genom södra Ryssland och Turkiet till Kaukasus. Den förekommer även längs Nordafrikas medelhavskust. I norra Europa förekommer den mycket lokalt i Belgien, Nederländerna, Polen och Lettland. I Norden finns den i sydöstra Sverige och på Bornholm.